# ملت (آلبوم سپولترا)
«ملت» آلبومی از سپولترا است که در سال ۲۰۰۱ میلادی منتشر شد.